# La Liga 2010/2011
La Liga 2010/2011 var den 80:e upplagan av Spaniens högsta liga i fotboll för herrar. FC Barcelona var regerande ligamästare från 2009/2010 vilket då var lagets 20:e titel. Efter säsongen stod FC Barcelona kvar som mästare efter att ha säkrat sin 21:sta titel.
Förutom att segraren i la liga tituleras spanska mästare, är de tre första lagen garanterade en plats i Champions league 2011/2012. Det fjärde laget får kvalspela för en plats i Champions league, medan det femte och sjätte laget får kvalspela för en plats i UEFA Europa League 2011/2012. Liksom föregående säsonger kommer de tre lagen som placerar sig sämst i la liga att relegeras till Segunda División 2011/2012.

## Förändringar jämfört med föregående säsong
Nya (uppflyttade) lag är de tre bäst placerade laget från Segunda División 2009/2010
- Real Sociedad
- Hércules CF
- Levante UD

## Tabeller

### Poängtabell
Slutställningen 2010/2011 där FC Barcelona avslutade som mästare, medan Deportivo La Coruña, Hércules CF och Almería flyttas ner till Segunda División 2011/2012.
|  | Kvalificerad till Champions Leagues gruppspelsomgång    |
|  | Kvalificerad till Uefa Champions Leagues playoff-omgång |
|  | Kvalificerad till Europa Leagues playoff-omgång         |
|  | Kvalificerad till Uefa Europa Leagues kvalomgång        |
|  | Degradering till Segunda División                       |

| Nr | Lag                 | S  | V  | O  | F  | GM  | IM | MS  | P  |
| -- | ------------------- | -- | -- | -- | -- | --- | -- | --- | -- |
| 1  | Barcelona (RL)      | 38 | 30 | 6  | 2  | 95  | 21 | +74 | 96 |
| 2  | Real Madrid         | 38 | 29 | 5  | 4  | 102 | 33 | +69 | 92 |
| 3  | Valencia            | 38 | 21 | 8  | 9  | 64  | 44 | +20 | 71 |
| 4  | Villarreal          | 38 | 18 | 8  | 12 | 54  | 44 | +10 | 62 |
| 5  | Sevilla             | 38 | 17 | 7  | 14 | 62  | 61 | +1  | 58 |
| 6  | Athletic Bilbao     | 38 | 18 | 4  | 16 | 59  | 55 | +4  | 58 |
| 7  | Atlético Madrid     | 38 | 17 | 7  | 14 | 62  | 53 | +9  | 58 |
| 8  | Espanyol            | 38 | 15 | 4  | 19 | 46  | 55 | −9  | 49 |
| 9  | Osasuna             | 38 | 13 | 8  | 17 | 45  | 46 | −1  | 47 |
| 10 | Sporting Gijón      | 38 | 11 | 14 | 13 | 35  | 42 | −7  | 47 |
| 11 | Málaga              | 38 | 13 | 7  | 18 | 54  | 68 | −14 | 46 |
| 12 | Racing Santander    | 38 | 12 | 10 | 16 | 41  | 56 | −15 | 46 |
| 13 | Real Zaragoza       | 38 | 12 | 9  | 17 | 40  | 53 | −13 | 45 |
| 14 | Levante             | 38 | 12 | 9  | 17 | 41  | 52 | −11 | 45 |
| 15 | Real Sociedad       | 38 | 14 | 3  | 21 | 49  | 66 | −17 | 45 |
| 16 | Getafe              | 38 | 12 | 8  | 18 | 49  | 60 | −11 | 44 |
| 17 | Mallorca            | 38 | 12 | 8  | 18 | 41  | 56 | −15 | 44 |
| 18 | Deportivo La Coruña | 38 | 10 | 13 | 15 | 31  | 47 | −16 | 43 |
| 19 | Hércules            | 38 | 9  | 8  | 21 | 36  | 60 | −24 | 35 |
| 20 | Almería             | 38 | 6  | 12 | 20 | 36  | 70 | −34 | 30 |

### Resultattabell
Mall:Resultattabell för La Liga 2010/2011

### Lagen 2010/2011
I tabellen nedan visas alla lag som spelar i spanska fotbollsdivisionen "La Liga".
| Lag                 | Stad              | Provins    | Region     |
| ------------------- | ----------------- | ---------- | ---------- |
| UD Almería          | Almería           | Almería    | Andalusien |
| Athletic Bilbao     | Bilbao            | Viscaya    | Baskien    |
| Atletico Madrid     | Madrid            | Madrid     | Madrid     |
| FC Barcelona        | Barcelona         | Barcelona  | Katalonien |
| Deportivo La Coruña | La Coruña         | A Coruña   | Galicien   |
| Getafe CF           | Getafe            | Madrid     | Madrid     |
| Hércules CF         | Alicante          | Alicante   | Valencia   |
| Levante UD          | Valencia          | Valencia   | Valencia   |
| Malaga CF           | Malaga            | Málaga     | Andalusien |
| CA Osasuna          | Pamplona          | Navarra    | Navarra    |
| Racing Santander    | Santander         | Kantabrien | Kantabrien |
| Real Madrid         | Madrid            | Madrid     | Madrid     |
| Real Mallorca       | Palma de Mallorca | Balearerna | Balearerna |
| Real Zaragoza       | Zaragoza          | Zaragoza   | Aragonien  |
| Real Espanyol       | Barcelona         | Barcelona  | Katalonien |
| Sevilla FC          | Sevilla           | Sevilla    | Andalusien |
| Real Sociedad       | San Sebastián     | Gipuzkoa   | Baskien    |
| Sporting de Gijon   | Gijón             | Asturien   | Asturien   |
| Valencia CF         | Valencia          | Valencia   | Valencia   |
| Villareal CF        | Villareal         | Castellón  | Valencia   |

## Anmärkningslista
1. 1 2 3  I jämförelse av inbördes möten fick Sevilla 7 poäng, Athletic Bilbao 6 poäng och Atlético Madrid 4 poäng.